# Amory Lovins
Amory Bloch Lovins (Washington D. C., 13 de noviembre de 1947) es un físico y ambientalista estadounidense, presidente y jefe científico del Rocky Mountain Institute. Durante cuatro décadas ha trabajado en política energética y temas relacionados.
Lovins trabajó profesionalmente como experto en medio ambiente en los años 1970 y desde entonces lo ha hecho como analista para conseguir el concepto, acuñado por él mismo, de "soft energy path" para los Estados Unidos y otras naciones. Ha promovido la eficiencia energética, el uso de las fuentes de energía renovable y la generación distribuida de la energía. Lovins también ha propugnado la "revolución del negavatio" argumentando que los usuarios no quieren kilovatios-hora de electricidad, quieren servicios energéticos. En los años 1990, su trabajo en el Rocky Mountain Institute incluyó el diseño de un automóvil ultra-eficiente, el Hypercar.
Titulado por la Universidad de Harvard, Lovins ha recibido diez doctorados honoríficos y conseguido varios premios. Ha proporcionado asesoramiento experto en ocho países, instruido a 19 jefes de Estado y publicado 29 libros. Entre esos libros se incluyen Non-Nuclear Futures, Winning the Oil Endgame, Small is Profitable, Factor Four y Natural Capitalism. En 2009, la revista Time nombró a Lovins una de las 100 personas más influyentes.